# Riesbürg
Riesbürg è un comune tedesco di 2 318 abitanti situato nel land del Baden-Württemberg.